# Øksnebjergstenen
Øksnebjergstenen blev rejst på Øksnebjerg i 1935 af beboerne på Assens-egnen til minde om Slaget ved Øksnebjerg. Inskriptionen på stenen er forfattet af Johannes V. Jensen og lyder således:
Øksnebjerg

11 juni 1535

Her ramte Johan Rantzaus lyn

drev hansa-vældet ud af Fyn

opsigelse fra samme stund

papismen fik paa nordisk grund

Til minde om bøndernes frihedskamp

rejstes 1935 denne sten.